# Deinodryinus ambrensis
Deinodryinus ambrensis (лат.) — вид мелких ос-дриинид рода Deinodryinus из подсемейства Anteoninae (Dryinidae). Мадагаскар.

## Описание
Мелкие осы, длина тела 3,4 мм. Основная окраска коричневая и чёрная. Первый членик передней лапки (протарзомер 1) много короче, чем 4-й; дистальная часть 5-го протарзомера очень узкая. 
Крылья с тремя замкнутыми ячейками. Самка макроптерная. Нижнечелюстные щупики состоят из 6, а нижнегубные — из 3 члеников. Формула шпор 1,1,2. Жвалы с четырьмя зубцами. В задней части головы развит полный затылочный киль. Эктопаразитотиды и хищники цикадок. У самок на передних лапках есть клешня для удерживания цикадок семейства Cicadellidae, в тот момент, когда они их временно парализуют и откладывают свои яйца.

## Классификация и этимология
Вид был впервые описан в 2019 году в ходе ревизии африканской фауны рода, проведённой итальянским гименоптерологом профессором Массимо Олми  (Massimo Olmi; Tropical Entomology Research Center, Витербо, Италия) совместно с энтомологами Robert S. Copeland (Department of Entomology, National Museum of Natural History, Smithsonian Institution, Вашингтон, США) и Simon Van Noort (South African Museum, Iziko Museums of South Africa, and Department of Biological Sciences, University of Cape Town, ЮАР). Видовое название было дано по месту обнаружения (Montagne d’Ambre National Park, Мадагаскар).